# Joe Budden

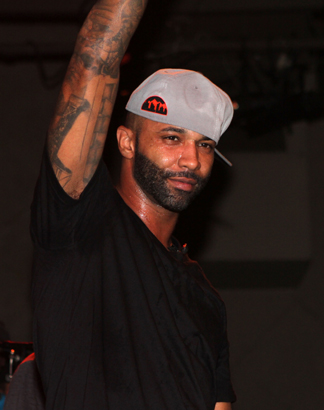
Joe Budden (2012)

Joseph Anthony Budden II (* 31. August 1980 in New York City) ist ein US-amerikanischer Rapper und war Mitglied der Rapgruppe Slaughterhouse.

## Biografie

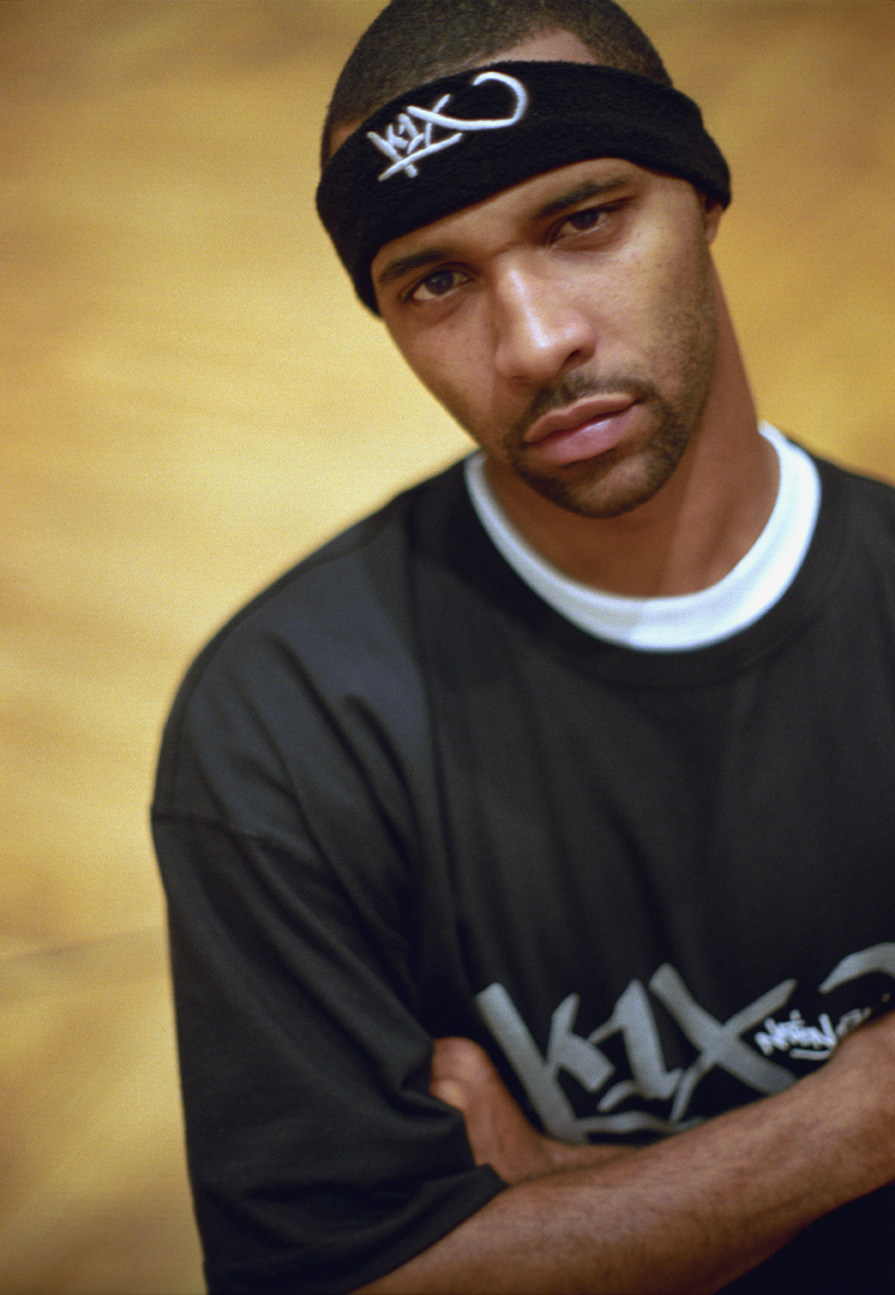
Joe Budden (2003)

Budden beschäftigt sich seit seinem zehnten Lebensjahr mit dem Themenbereich Hip-Hop. 2001 gelangte Mixtape-DJ Cutmasta C an ein Mixtape Buddens und leitete die Songs an DJ Clues Desert Storm-Label weiter. Nach einem Freestyle über Can't Let You Go von Lil' Mo und Fabolous veröffentlichte sein Label die Single Pump It Up sowie das selbstbetitelte Debütalbum, das die hohen Erwartungen aber nicht erfüllte. Anfang 2004 kam es zu einem verbalen Schlagabtausch mit The Game, in dem sich beide gegenseitig dissten. Im Januar des gleichen Jahres war er auf der Single Ich will dich von Eko Fresh & Valezka als Gast vertreten.

## Diskografie

### Studioalben
| Jahr | Titel                            | Höchstplatzierung, Gesamtwochen, AuszeichnungChartplatzierungen (Jahr, Titel, Platzierungen, Wochen, Auszeichnungen, Anmerkungen) | Höchstplatzierung, Gesamtwochen, AuszeichnungChartplatzierungen (Jahr, Titel, Platzierungen, Wochen, Auszeichnungen, Anmerkungen) | Anmerkungen                            |
| Jahr | Titel                            | UK | US | Anmerkungen                            |
| ---- | -------------------------------- | --- | --- | -------------------------------------- |
| 2003 | Joe Budden                       | UK55 (1 Wo.)UK | US8 (16 Wo.)US | Erstveröffentlichung: 10. Juni 2003    |
| 2008 | Mood Muzik 3: The Album          | — | — | Erstveröffentlichung: 26. Februar 2008 |
| 2008 | Halfway House                    | — | US184 (1 Wo.)US | Erstveröffentlichung: 28. Oktober 2008 |
| 2009 | Padded Room                      | — | US42 (2 Wo.)US | Erstveröffentlichung: 24. Februar 2009 |
| 2009 | Escape Route                     | — | — | Erstveröffentlichung: 11. August 2009  |
| 2010 | Mood Muzik 4: A Turn 4 The Worst | — | US94 (1 Wo.)US | Erstveröffentlichung: 26. Oktober 2010 |
| 2013 | No Love Lost                     | — | US15 (6 Wo.)US | Erstveröffentlichung: 5. Februar 2013  |
| 2015 | All Love Lost                    | — | US29 (1 Wo.)US | Erstveröffentlichung: 23. Oktober 2015 |
| 2016 | Rage & the Machine               | — | US40 (1 Wo.)US | Erstveröffentlichung: 21. Oktober 2016 |

### Mixtapes
- 2003: Mood Muzik 1: The Worst of Joe Budden
- 2005: Mood Muzik 2: Can It Get Any Worse?
- 2007: Mood Muzik 3: For Better or for Worse
- 2007: Mood Muzik 3.5
- 2011: Mood Muzik 4.5: The Worst Is Yet To Come
- 2012: A Loose Quarter

### EPs
| Jahr | Titel          | Höchstplatzierung, Gesamtwochen, AuszeichnungChartsChartplatzierungen (Jahr, Titel, Platzierungen, Wochen, Auszeichnungen, Anmerkungen) | Anmerkungen                            |
| Jahr | Titel          | US | Anmerkungen                            |
| ---- | -------------- | --- | -------------------------------------- |
| 2014 | Some Love Lost | US56 (1 Wo.)US | Erstveröffentlichung: 4. November 2014 |

### Singles als Leadmusiker
| Jahr | Titel Album                        | Höchstplatzierung, Gesamtwochen, AuszeichnungChartplatzierungen (Jahr, Titel, Album, Platzierungen, Wochen, Auszeichnungen, Anmerkungen) | Höchstplatzierung, Gesamtwochen, AuszeichnungChartplatzierungen (Jahr, Titel, Album, Platzierungen, Wochen, Auszeichnungen, Anmerkungen) | Höchstplatzierung, Gesamtwochen, AuszeichnungChartplatzierungen (Jahr, Titel, Album, Platzierungen, Wochen, Auszeichnungen, Anmerkungen) | Höchstplatzierung, Gesamtwochen, AuszeichnungChartplatzierungen (Jahr, Titel, Album, Platzierungen, Wochen, Auszeichnungen, Anmerkungen) | Anmerkungen                                                         |
| Jahr | Titel Album                        | DE | CH | UK | US | Anmerkungen                                                         |
| ---- | ---------------------------------- | --- | --- | --- | --- | ------------------------------------------------------------------- |
| 2003 | Pump It Up Joe Budden              | DE80 (3 Wo.)DE | CH90 (2 Wo.)CH | UK13 (7 Wo.)UK | US38 Gold · (19 Wo.)US | Erstveröffentlichung: 8. Mai 2003                                   |
| 2012 | She Don’t Put It Down No Love Lost | — | — | — | US96 (1 Wo.)US | Erstveröffentlichung: Oktober 2012 feat. Lil Wayne, Fabolous & Tank |

Weitere Singles
- 2002: Breathe On ’Em
- 2002: Get Right with Me
- 2002: Focus
- 2003: Fire (feat. Busta Rhymes)
- 2003: Drop Drop
- 2004: Body Heat
- 2004: Pop Off
- 2004: Not Your Average Joe (feat. Joe & Fat Joe)
- 2005: Gangsta Party (feat. Nate Dogg)
- 2007: Star Inside of Me
- 2008: Touch & Go
- 2008: The Future (feat. The Game)
- 2009: In My Sleep
- 2011: Ayo
- 2014: OLS4
- 2015: Broke

### Singles als Gastmusiker
| Jahr | Titel Album                     | Höchstplatzierung, Gesamtwochen, AuszeichnungChartplatzierungen (Jahr, Titel, Album, Platzierungen, Wochen, Auszeichnungen, Anmerkungen) | Höchstplatzierung, Gesamtwochen, AuszeichnungChartplatzierungen (Jahr, Titel, Album, Platzierungen, Wochen, Auszeichnungen, Anmerkungen) | Höchstplatzierung, Gesamtwochen, AuszeichnungChartplatzierungen (Jahr, Titel, Album, Platzierungen, Wochen, Auszeichnungen, Anmerkungen) | Höchstplatzierung, Gesamtwochen, AuszeichnungChartplatzierungen (Jahr, Titel, Album, Platzierungen, Wochen, Auszeichnungen, Anmerkungen) | Höchstplatzierung, Gesamtwochen, AuszeichnungChartplatzierungen (Jahr, Titel, Album, Platzierungen, Wochen, Auszeichnungen, Anmerkungen) | Anmerkungen                                                                |
| Jahr | Titel Album                     | DE | AT | CH | UK | US | Anmerkungen                                                                |
| ---- | ------------------------------- | --- | --- | --- | --- | --- | -------------------------------------------------------------------------- |
| 2003 | Clubbin’ MH                     | — | — | — | UK15 (6 Wo.)UK | US39 (20 Wo.)US | Erstveröffentlichung: 25. Juni 2003 Marques Houston feat. Joe Budden       |
| 2004 | Ich will dich L.O.V.E.          | DE57 (6 Wo.)DE | — | — | — | — | Erstveröffentlichung: 26. Januar 2004 Eko Fresh & Valezka feat. Joe Budden |
| 2004 | Whatever U Want It’s About Time | DE51 (5 Wo.)DE | AT62 (3 Wo.)AT | CH27 (7 Wo.)CH | UK9 (7 Wo.)UK | US100 (1 Wo.)US | Erstveröffentlichung: 21. September 2004 Christina Milian feat. Joe Budden |